# 莱斯特尔
莱斯特尔（法語：Lestre）是法国芒什省的一个市镇，属于谢尔布尔区（Cherbourg）蒙特布尔县（Montebourg）。该市镇总面积7.57平方公里，2009年时的人口为252人。

## 人口
莱斯特尔人口变化图示